# Aspitates impuncta
Aspitates impuncta är en fjärilsart som beskrevs av Barend J. Lempke 1952. Aspitates impuncta ingår i släktet Aspitates och familjen mätare. Inga underarter finns listade i Catalogue of Life.